# Sarosa flavicostalis
Sarosa flavicostalis là một loài bướm đêm thuộc phân họ Arctiinae, họ Erebidae.